# 12150 De Ruyter
A 12150 De Ruyter (ideiglenes jelöléssel 1051 T-1) a Naprendszer kisbolygóövében található aszteroida. Cornelis Johannes van Houten,  Ingrid van Houten-Groeneveld és Tom Gehrels fedezte fel 1971. március 25-én.